# 拉卡拉卡
拉卡拉卡，南太平洋東加的說唱舞蹈，2003年被列入了人類非物質文化遺產代表作名錄，屬於表演藝術類別，同時拉卡拉卡也被東加王國視為國家的舞蹈。在東加語中，拉卡拉卡意為快速而又謹慎的舞步。

## 外部連結
- UNESCO （页面存档备份，存于）